# おふろの王様
おふろの王様（おふろのおうさま）は、東京建物グループの東京建物リゾート株式会社が関東地方で運営するスーパー銭湯チェーン。

## 概要
1999年、1号店として東京都板橋区に、東京23区内では初となるスーパー銭湯「おふろの王様 光が丘店」をオープン。その後も首都圏エリアに出店し、チェーン展開している（後節の「店舗展開」を参照）。
2014年2月、当時の株式会社ホットネスが相鉄不動産販売株式会社より「ゆめみ処ここち湯」の4店舗を取得し、同年6月には全店舗が当チェーンに組み込まれることとなった。
さらに、2015年6月には前年に閉店していた「やまとの湯 相模原店」（旧・湯快生活株式会社運営）を改装し、約1年2ヶ月ぶりに新装オープンへした。
また、2015年4月1日には株式会社ホットネスが東京建物リゾート株式会社に吸収合併され、当チェーンも同社の運営となった。

## 店舗展開
2021年12月時点では東京都内に3店舗、神奈川県内に5店舗、埼玉県内に2店舗の計10店舗が展開されている。
従来の店舗は「スーパー銭湯 おふろの王様」として展開されてきたが、旧・ゆめみ処ここち湯の店舗のうち天然温泉を導入している3店舗と旧・やまとの湯 相模原店は「ゆめみ処 おふろの王様」、さらに大井町店と高座渋谷駅前店（旧・ゆめみ処ここち湯 大和店）は「岩盤温熱 おふろの王様」という名称で展開されている。また、源泉掛け流しの天然温泉や高濃度人工炭酸泉の浴槽、岩盤浴などを導入している店舗もある（下記表を参照）。なお、各店舗における施設等の詳細は公式サイトを参照のこと。
スーパー銭湯 おふろの王様
| 店舗名     | 所在地                             | オープン時期       | 天然温泉           | 炭酸泉 | 岩盤浴 | 備考                                           |
| ---------- | ---------------------------------- | ------------------ | ------------------ | ------ | ------ | ---------------------------------------------- |
| 志木店     | 埼玉県志木市上宗岡5丁目11番6号     | 2003年1月29日開業  | ◯ （掛け流しあり） | ◯      | ◯      |                                                |
| 港南台店   | 神奈川県横浜市港南区日野中央2-45-7 | 2005年3月15日開業  | ◯                  | ◯      | －     | 2013年12月天然温泉（海老名店からの運び湯）導入 |
| 花小金井店 | 東京都小平市花小金井南町3-9-10     | 2006年11月28日開業 | ◯ （掛け流しあり） | ◯      | ◯      |                                                |
| 多摩百草店 | 東京都多摩市和田1352-1             | 2008年7月28日開業  | －                 | ◯      | ◯      |                                                |
| 和光店     | 埼玉県和光市広沢1−5−55             | 2021年12月4日開業  | ○                  | ◯      | －     | 温泉は2022年2月22日より供用                    |

ゆめみ処 おふろの王様
旧・ゆめみ処ここち湯の2店舗、旧・やまとの湯の1店舗を含む。
| 店舗名   | 所在地                           | オープン・転換時期                    | 天然温泉           | 炭酸泉 | 岩盤浴 | 備考                                             |
| -------- | -------------------------------- | ------------------------------------- | ------------------ | ------ | ------ | ------------------------------------------------ |
| 海老名店 | 神奈川県海老名市柏ケ谷555-1      | 2014年6月6日転換                      | ◯ （掛け流しあり） | ◯      | －     | 旧・ゆめみ処ここち湯                             |
| 瀬谷店   | 神奈川県横浜市瀬谷区目黒町24-6   | 2014年6月6日転換                      | ◯                  | ◯      | －     | 旧・ゆめみ処ここち湯                             |
| 町田店   | 神奈川県相模原市南区鵜野森1-24-9 | 2015年6月8日開業 （新規改装オープン） | ◯                  | ◯      | －     | 旧・やまとの湯（相模原店） （2014年4月29日閉店） |

岩盤温熱 おふろの王様
旧・ゆめみ処ここち湯の1店舗を含む。
| 店舗名         | 所在地                                      | オープン・転換時期 | 天然温泉 | 炭酸泉 | 岩盤浴 | 備考                           |
| -------------- | ------------------------------------------- | ------------------ | -------- | ------ | ------ | ------------------------------ |
| 大井町店       | 東京都品川区大井1-50-5 阪急大井町ガーデン内 | 2011年3月14日開業  | －       | ◯      | ◯      | 翌朝まで滞在可能               |
| 高座渋谷駅前店 | 神奈川県大和市渋谷5丁目22番地 IKOZA5階      | 2014年6月6日転換   | －       | ◯      | ◯      | 旧・ゆめみ処ここち湯（大和店） |

### 閉店した店舗
| 店舗名     | 所在地                               | オープン・転換時期 | 閉店日         | 天然温泉           | 炭酸泉 | 岩盤浴 | 備考                                                                                   |
| ---------- | ------------------------------------ | ------------------ | -------------- | ------------------ | ------ | ------ | -------------------------------------------------------------------------------------- |
| 相模原店   | 神奈川県相模原市南区大野台3丁目20-19 | 2014年6月6日転換   | 2017年12月31日 | ◯ （掛け流しあり） | －     | －     | 旧・ゆめみ処ここち湯 定期借地契約期間満了のため閉店                                    |
| 光が丘店   | 東京都板橋区赤塚新町3丁目14-22       | 1999年8月5日開業   | 2018年6月30日  | －                 | ◯      | －     | 東京23区初のスーパー銭湯 定期借地契約期間満了のため閉店 跡地はコモディイイダ赤塚新町店 |
| 東久留米店 | 東京都東久留米市八幡町3-14-4         | 2001年7月23日開業  | 2019年12月28日 | －                 | －     | ◯      |                                                                                        |

## 沿革
- 1998年 - 東京建物株式会社が、東建商事株式会社（現・株式会社東京建物アメニティサポート）の出資（各50%）により株式会社ホットネス設立。
- 1999年 - 東京23区内で初のスーパー銭湯となる「おふろの王様 光が丘店」オープン[1]。
- 2001年 - 「おふろの王様 東久留米店」オープン。
- 2003年 - 「おふろの王様 志木店」オープン。
- 2004年 - 株式会社ホットネスが株主の異動により東京建物株式会社の完全子会社となる[4]。
- 2005年 - 「おふろの王様 港南台店」オープン。
- 2006年 - 「おふろの王様 花小金井店」オープン。
- 2008年 - 「おふろの王様 多摩百草店」オープン。
- 2011年 - 「おふろの王様 大井町店」オープン。
- 2014年 - 株式会社ホットネスが相鉄不動産販売株式会社より「ゆめみ処ここち湯」の4店舗を取得[5]、同年6月には「おふろの王様」チェーンとなった。
- 2015年 - 株式会社ホットネスが東京建物リゾート株式会社に吸収合併され、当チェーンも同社の運営となる。また、2014年4月に閉店となった「やまとの湯 相模原店」（旧・湯快生活株式会社運営）を改装して、「おふろの王様 町田店」としてオープン。
- 2021年 - 「おふろの王様 和光店」オープン。